# Coatréven
Coatréven (bretonisch: Koatreven) ist eine französische Gemeinde mit 493 Einwohnern (Stand: 1. Januar 2022) im Département Côtes-d’Armor in der Region Bretagne. Sie ist Teil des Arrondissements Lannion und des Kantons Tréguier. Die Bewohner bezeichnen sich selbst als Coatrévenais(e).

## Geografie

### Lage
Coatréven liegt rund 9 Kilometer nordöstlich von Lannion. Zur Gemeinde gehört nebst dem Dorf Coatréven noch der Weiler Lochrist im Südosten der Gemeinde. Es gibt zudem zahlreiche Streusiedlungen und Einzelgehöfte innerhalb der Gemeinde. Die südliche und östliche Gemeindegrenze bildet streckenweise der Fluss Guindy. Ein weiteres Gewässer ist der Bach Ruisseau du Roudour, der an der Gemeindegrenze von links in den Guindy einmündet und einen Teil der nördlichen Gemeindegrenze bildet.

### Nachbargemeinden
Die Gemeinde zählt die sechs Nachbargemeinden Camlez, Kermaria-Sulard, Langoat, Lanmérin, Minihy-Tréguier und Trézény.
| Kermaria-Sulard         | Camlez                                      | Camlez          |
| Trézény Kermaria-Sulard | Kompassrose, die auf Nachbargemeinden zeigt | Minihy-Tréguier |
| Lanmérin Trézény        | Langoat                                     | Langoat         |

## Geschichte
In einem Dokument der Tempelritter aus dem Jahr 1182 wird die Gemeinde erstmals erwähnt. Im Mittelalter hatten sowohl die Tempelritter als auch die Johanniter Besitz auf dem heutigen Gemeindegebiet. Im Jahr 1248 wird sein Besitzer, ein Kreuzritter, in einem Dokument erwähnt. Die Kirchgemeinde Coatréven wird erstmals im Jahr 1330 genannt. Am 27. Oktober 2013 wurde das Dach der Dorfkirche von einem Orkan zerstört.

## Bevölkerungsentwicklung
Zwischen 1793 und 1821 wuchs die Einwohnerschaft kaum an. In den darauf folgenden Jahrzehnten bis 1851 stieg sie dann deutlich auf über 1000 Bewohner. Auf diesem Niveau blieb sie – abgesehen von einem Ausschlag nach oben im Jahr 1866 – bis 1872. Danach folgte innerhalb eines Jahrhunderts ein langanhaltender stufenweiser Rückgang der Anzahl Bewohner bis zum Tiefpunkt 1982 (1872–1975: −64 %). Seit 1999 wächst die Bevölkerung ständig und liegt heute bei knapp unter 500 Menschen (1999–2013: +32,1 %).
| 1793 | 1800 | 1806 | 1821 | 1831 | 1836 | 1841 | 1846 | 1851 | 1856 | 1861 | 1866 | 1872 | 1876 | 1881 | 1886 | 1891 | 1896 |
| ---- | ---- | ---- | ---- | ---- | ---- | ---- | ---- | ---- | ---- | ---- | ---- | ---- | ---- | ---- | ---- | ---- | ---- |
| 836  | 828  | 881  | 862  | 938  | 960  | 973  | 968  | 1011 | 1039 | 990  | 1244 | 1010 | 948  | 910  | 860  | 829  | 790  |

| 1901 | 1906 | 1911 | 1921 | 1926 | 1931 | 1936 | 1946 | 1954 | 1962 | 1968 | 1975 | 1982 | 1990 | 1999 | 2008 | 2013 |
| ---- | ---- | ---- | ---- | ---- | ---- | ---- | ---- | ---- | ---- | ---- | ---- | ---- | ---- | ---- | ---- | ---- |
| 755  | 732  | 717  | 653  | 648  | 612  | 550  | 556  | 536  | 507  | 458  | 378  | 364  | 415  | 382  | 421  | 481  |

## Sehenswürdigkeiten
- Herrenhaus von Kermereot Velan (auch Uelan; 15. und 16. Jahrhundert); mit Hauskapelle und Taubenschlag
- Herrenhaus von Villeneuve (auch Kernévez; 16. Jahrhundert)
- Dorfkirche Saint-Pierre (16.–18. Jahrhundert)
- Kapelle Notre-Dame de Lochrist (15. Jahrhundert; Wiederaufbau 1852) in Lochrist
- Eingang und Einfriedung des Dorffriedhofs
- altes Pfarrhaus (erbaut um 1770)
- Haus aus dem 18. Jahrhundert im Dorfzentrum
- zwei Wassermühlen in Milin-Kernevez und Vieux Moulin

Quelle:

Sehenswürdigkeiten
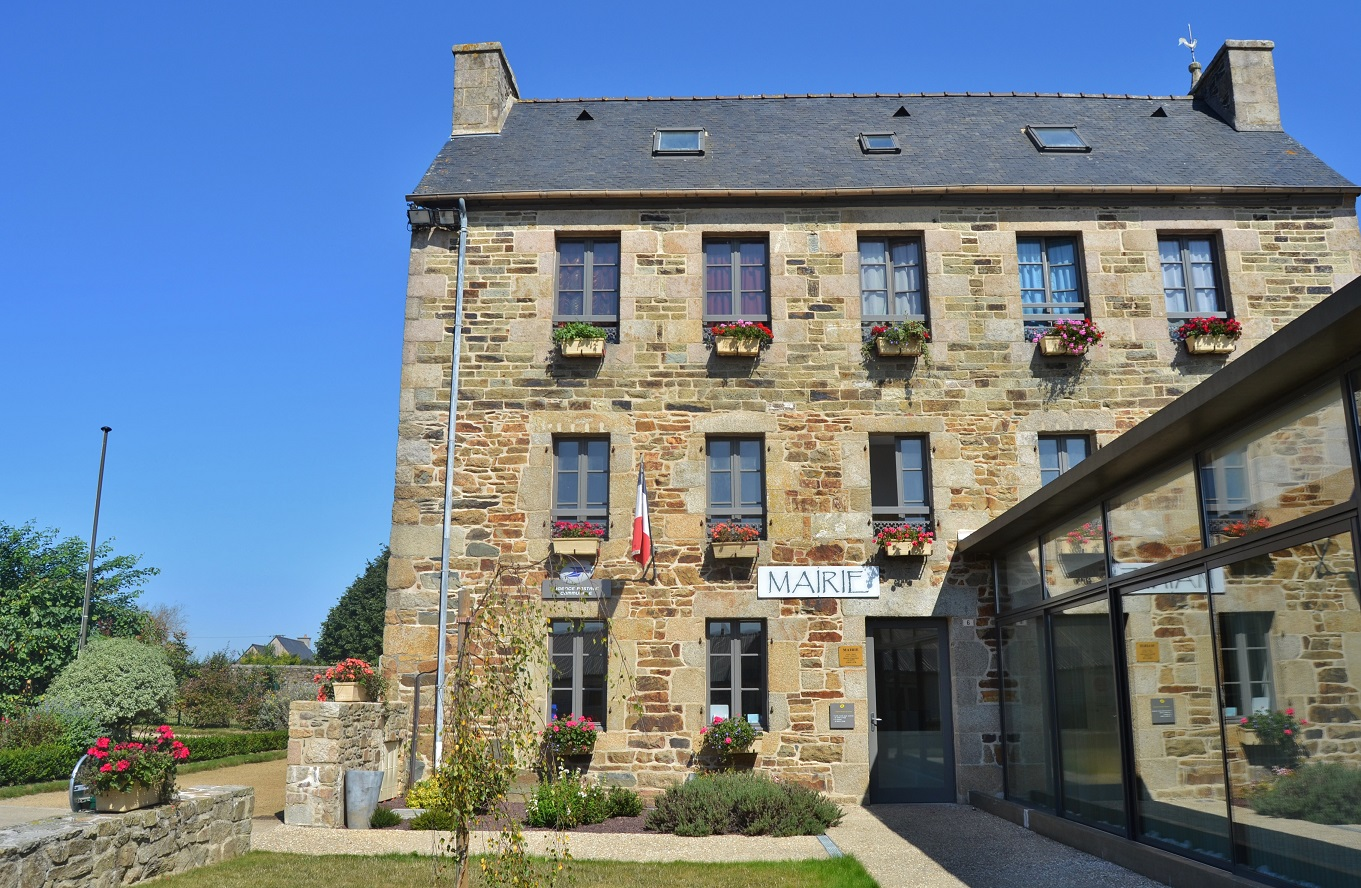
Das Rathaus (Mairie) von Coatréven
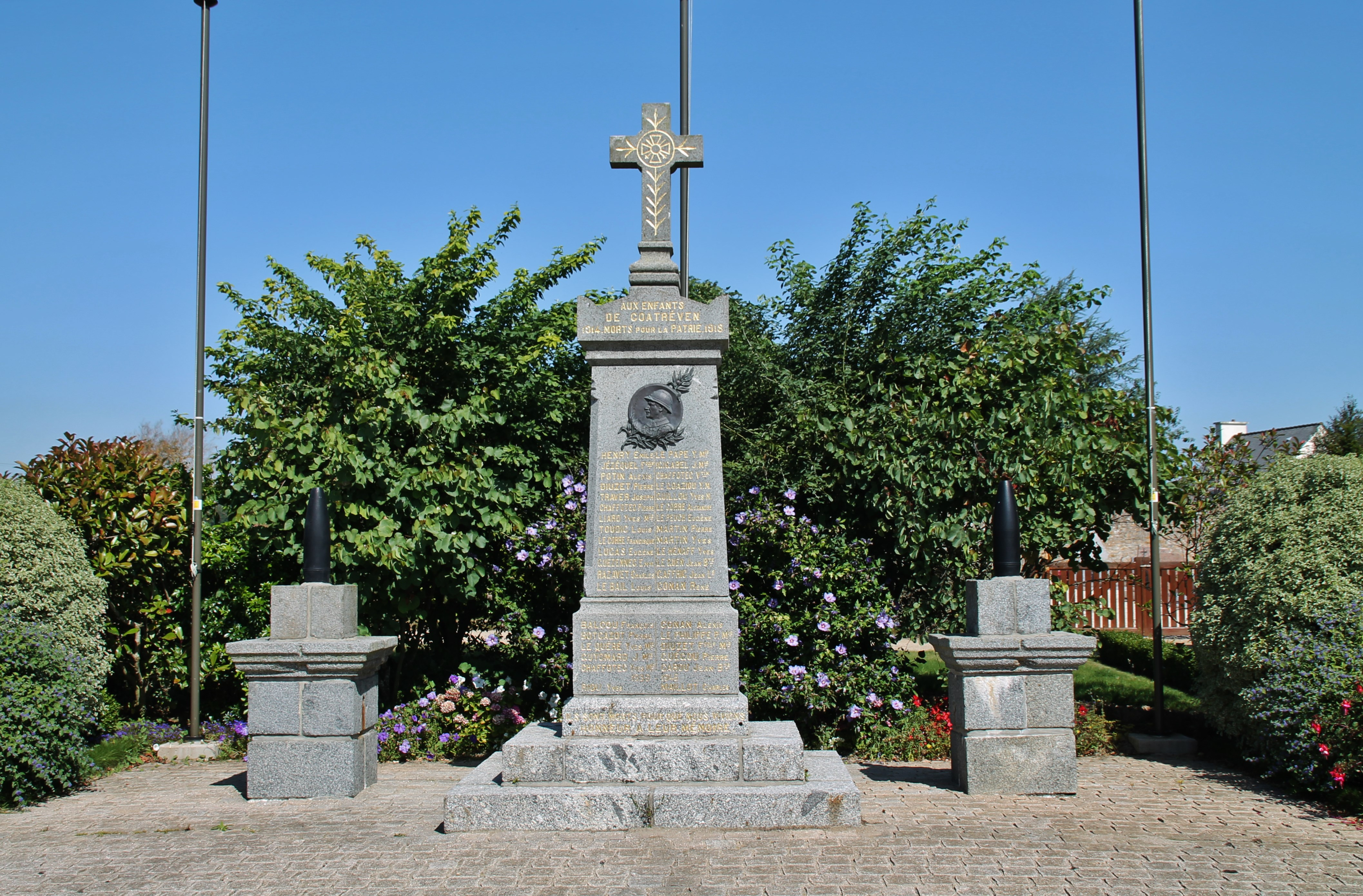
Gedenkstätte für die Gefallenen des Ersten Weltkriegs
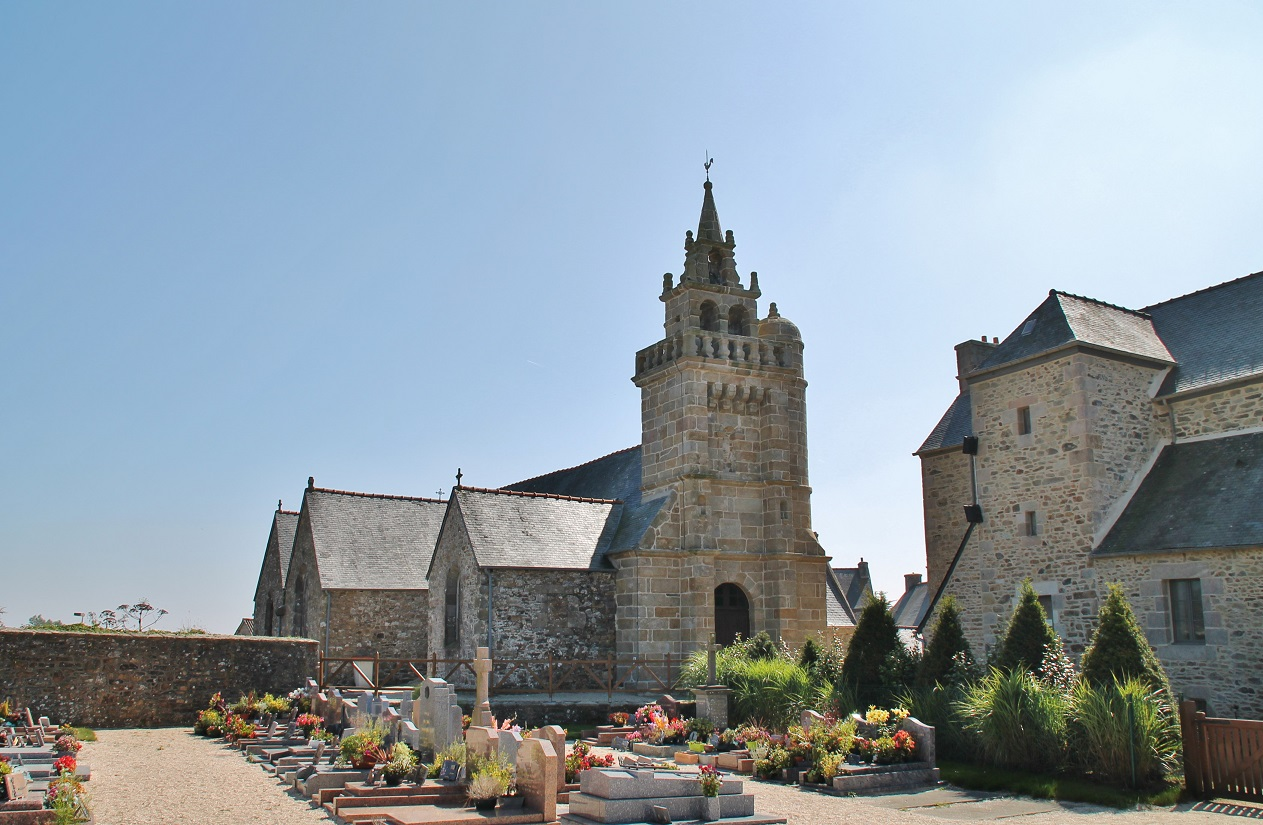
Dorfkirche Saint-Pierre und Friedhof
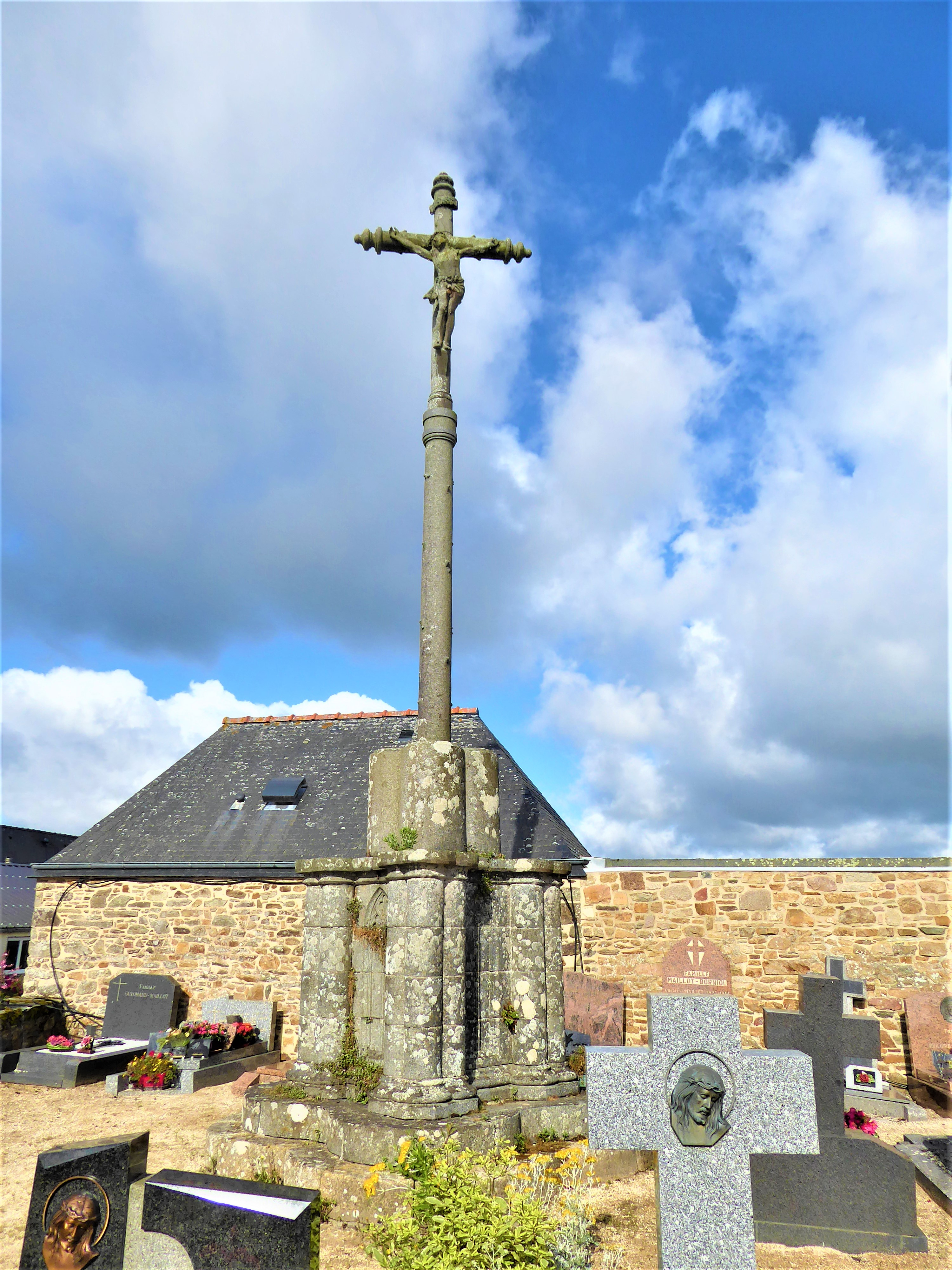
Kreuz auf dem Dorffriedhof

## Persönlichkeiten
- Yves-Marie Croc (1829–1885), römisch-katholischer Ordensgeistlicher und Apostolischer Vikar von Süd-Tonking